# Program wodno-środowiskowy kraju
Program wodno-środowiskowego kraju (PWŚK) określa działania niezbędne do prowadzenia dla potrzeb utrzymania lub poprawy jakości wód. Razem z planami gospodarowania wodami na obszarze dorzecza (PGW) PWŚK stanowią podstawowe dokumenty planistyczne służące osiągnięciu nadrzędnego celu Ramowej Dyrektywy Wodnej (RDW), tj.: osiągnięcia dobrego stanu wszystkich wód w Europie. Opracowany został zgodnie z zapisami art. 113b uchylonej ustawy Prawo wodne i jest on jednym z elementów planów gospodarowania wodami na obszarze dorzecza. Opracowuje go Prezes Krajowego Zarządu Gospodarki Wodnej (KZGW) w uzgodnieniu z ministrem właściwym do spraw gospodarki wodnej oraz ministrem właściwym do spraw środowiska.
PWŚK po raz pierwszy zostały opracowane w 2010 r. Zgodnie z wymaganiami Ramowej Dyrektywy Wodnej Program wodno-środowiskowy kraju podlega przeglądowi co 6 lat i aktualizacji. Aktualizacja program wodno-środowiskowy kraju (aPWŚK) zostanie wykonana najpóźniej do 22 grudnia 2015 r.
Program wodno-środowiskowy kraju określa podstawowe i uzupełniające działania zmierzające do poprawy lub utrzymania dobrego stanu wód w poszczególnych obszarach dorzeczy.

## Działania podstawowe
PWŚK zawiera działania podstawowe, które wynikają z obowiązującego już prawodawstwa polskiego i międzynarodowego oraz przyjętych planów i programów w zakresie ochrony dobrego stanu wód i ekosystemów od wód zależnych. Są ukierunkowane na spełnienie minimalnych wymogów i opracowane dla niemal wszystkich części wód na terenie całego kraju.
Działania podstawowe obejmują (są ukierunkowane na spełnienie minimalnych wymogów):
1. wdrożenie przepisów dotyczących ochrony wód:
  1. służących zaspokajaniu obecnych i przyszłych potrzeb wodnych w zakresie zaopatrzenia ludności w wodę przeznaczoną do spożycia[3];
  2. służących ochronie siedlisk lub gatunków[4];
  3. służących kontroli zagrożeń wypadkami z udziałem substancji niebezpiecznych[5];
  4. związanych z oceną oddziaływania przedsięwzięć na środowisko oraz na obszar Natura 2000;
  5. służących właściwemu wykorzystaniu osadów ściekowych;
  6. służących zapobieganiu zanieczyszczeniom ze źródeł rolniczych;
2. działania służące wdrożeniu zasady zwrotu kosztów usług wodnych, uwzględniającej wkład wniesiony przez użytkowników wód oraz koszty środowiskowe i koszty zasobowe (wdrożenie zasady zwrotu kosztów usług wodnych);
3. propagowanie skutecznego i zrównoważonego korzystania z wody w celu niedopuszczenia do zagrożenia realizacji celów środowiskowych;
4. działania prewencyjne, ochronne i kontrolne, związane z ochroną wód przed zanieczyszczeniami pochodzącymi ze źródeł punktowych i obszarowych;
5. działania uniemożliwiające znaczny wzrost stężeń substancji priorytetowych[6] charakteryzujących się zdolnością do akumulacji, w osadach lub organizmach żywych;
6. optymalizowanie zasad kształtowania zasobów wodnych i warunków korzystania z nich, w tym działania na rzecz kontroli poboru wody;
7. ograniczanie poboru słodkich wód powierzchniowych i wód podziemnych, a także ograniczanie piętrzenia słodkich wód powierzchniowych, z uwzględnieniem potrzeby rejestrowania takich ograniczeń;
8. ograniczanie sztucznego zasilania wód podziemnych, które jest dopuszczalne tylko przy założeniu, że dokonywany w tym celu pobór wody powierzchniowej lub wody podziemnej nie zagrozi osiągnięciu celów środowiskowych, ustalonych dla wód zasilanych lub zasilających;
9. działania służące eliminowaniu lub ograniczaniu zanieczyszczeń ze źródeł obszarowych, w tym stanowienie przepisów prawa powszechnie obowiązującego;
10. działania służące temu, aby znaczące oddziaływania na stan wód, nieobjęte działaniami wymienionymi w pkt 1–9, zostały poprzedzone przedsięwzięciami zapewniającymi utrzymanie warunków hydromorfologicznych jednolitych części wód na takim poziomie, który umożliwi osiągnięcie wymaganego stanu ekologicznego lub dobrego potencjału ekologicznego, w przypadku sztucznych lub silnie zmienionych jednolitych części wód;
11. niewprowadzanie zanieczyszczeń bezpośrednio do wód podziemnych, rozumiane jako wprowadzanie w inny sposób niż przez przesiąkanie przez glebę i podglebie, z zastrzeżeniem wyjątków określonych w odrębnych przepisach, o ile nie zagrożą one osiągnięciu celów środowiskowych dla jednolitych części wód podziemnych;
12. eliminowanie substancji priorytetowych z wód powierzchniowych oraz stopniowe ograniczanie innych zanieczyszczeń, jeżeli mogłyby one zagrozić osiągnięciu celów środowiskowych ustalonych dla tych wód;
13. zapobieganie uwalnianiu w znaczących ilościach substancji szczególnie szkodliwych dla środowiska wodnego z instalacji technicznych, a także służące zapobieganiu lub łagodzeniu skutków zanieczyszczeń niedających się przewidzieć, w tym przez stosowanie systemów wczesnego ostrzegania, a w przypadku zaistnienia niedających się przewidzieć okoliczności – niezbędne środki dla zredukowania zagrożeń dla ekosystemów wodnych.

## Działania uzupełniające
Działanie uzupełniające ukierunkowane na redukcję zidentyfikowanych oddziaływań, wskazane zostały dla jednolitych części wód zagrożonych nieosiągnięciem celów środowiskowych.
Działania uzupełniające wskazują:
1. środki prawne, administracyjne i ekonomiczne niezbędne do zapewnienia optymalnego wdrożenia przyjętych działań;
2. wynegocjowane porozumienia dotyczące korzystania ze środowiska;
3. działania na rzecz ograniczenia emisji;
4. zasady dobrej praktyki;
5. rekonstrukcję terenów podmokłych;
6. działania służące efektywnemu korzystaniu z wody i ponownemu jej wykorzystaniu, przede wszystkim promowanie technologii polegających na efektywnym wykorzystaniu wody w przemyśle i wodooszczędnych technik nawodnień;
7. przedsięwzięcia techniczne, badawcze, rozwojowe, demonstracyjne i edukacyjne.

## Wdrażanie działań aPWŚK
Działania oraz harmonogram ich realizacji zawarte w aPWŚK mają doprowadzić daną jednolitą część wód do osiągnięcia jej celu środowiskowego. Zgodnie z zapisami Ramowej Dyrektywy Wodnej uaktualnione programy działań należy wprowadzić w życie w ciągu trzech lat od ich zatwierdzenia, tj. do roku 2018.
Wskazano również działania ogólnokrajowe. Ich realizacja powinna się odbywać w sposób ciągły, w związku z zapisami przepisów prawnych wprowadzających konieczność realizacji tego typu działań.
Wdrażanie działań aPWŚK, m.in. przez realizację krajowego programu oczyszczania ścieków komunalnych, może kosztować 23 mld zł.

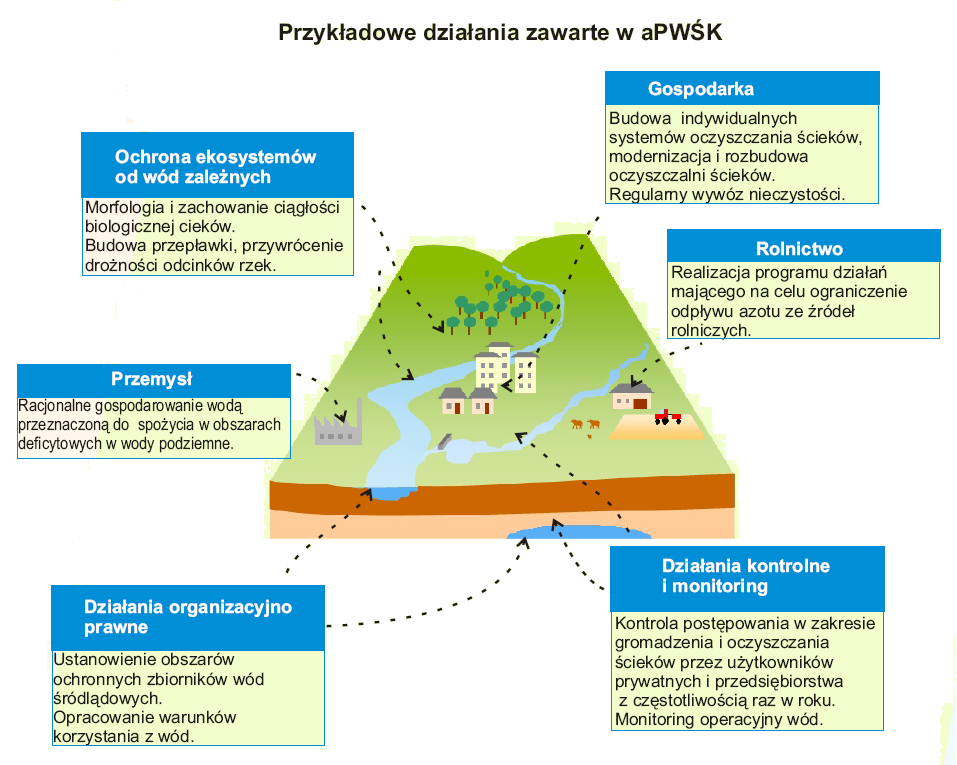
Przykładowe działania zawarte w PWŚK

## Konsultacje społeczne
Programu wodno-środowiskowego kraju będący załącznikiem projektu planów gospodarowania wodami na obszarze dorzecza podlega konsultacjom społecznym.
Ramowa Dyrektywa Wodna wymaga włączenia społeczeństwa i wszystkich zainteresowanych stron do aktywnego jej wdrażania, zwłaszcza przy opracowaniu projektu aPWŚK.
Osiągnięcie celów środowiskowych ujętych w aPWŚK oznacza korzyści dla wszystkich mieszkańców. Jednak osiągnięcie tych celów wiąże się z kosztami, które będą udziałem wszystkich korzystających z wód. Stąd też dla pełnego wdrożenia konieczna będzie akceptacja społeczna dla przewidzianych w nich rozwiązań, a akceptacja ta jest tym większa, im większe będzie zaangażowanie mieszkańców w tworzenie tych rozwiązań, oraz im większy będą mieli wpływ na podejmowane decyzje.